# Пустынница головчатая
Пусты́нница головчатая, или Песча́нка головчатая, или Эремогоне головчатая (лат. Eremogone cephalotes) — вид двудольных растений рода Пустынница (Eremogone) семейства Гвоздичные (Caryophyllaceae). Впервые описан немецко-российским ботаником Фёдором Кондратьевичем Биберштейном под таксономическим названием Arenaria cephalotes M.Bieb.basionym; перенесён в 1833 году Эдуардом Фенцлем в состав рода Eremogone.

## Распространение
Встречается на юге Украины и в Молдавии. Участки внутри ареала сильно изолированы друг от друга.

## Ботаническое описание
Многолетнее растение высотой 25—50 см, гемикриптофит.
Стебель прямостоячий, голый.
Листья простые, стеблевые и прикорневые, узколинейной формы.
Цветоносы полурозеточного типа. Соцветие полушаровидное, плотное, несёт цветки белого цвета.
Плод — почти яйцевидная коробочка.
Цветёт в июне и июле, плодоносит в июле и августе. Размножение семенное или вегетативное.

## Охранный статус
Занесена в Красные книги Одесской и Херсонской областей Украины и Красную книгу Молдавии; ранее растение включали также в Красную книгу СССР. Среди угроз виду — его низкая конкурентоспособность, хозяйственная деятельность человека, выпас скота и т. д..

## Классификация

### Таксономия
Eremogone cephalotes Fenzl, 1833, Vers. Darstell. Alsin. : t. 46
Вид Пустынница головчатая относится к роду Пустынница (Eremogone) семейства Гвоздичные (Caryophyllaceae) порядка Гвоздичноцветные (Caryophyllales). Кладограмма в соответствии с Системой APG IV по состоянию на декабрь 2023 года:
|  |                                      |  |                                   |                                   |                      |  | ещё 40 семейств | ещё 40 семейств |                       |  |  |  | еще 70 подтвержденных видов и 7 видов, ожидающих подтверждения |
|  |                                      |  |                                   |                                   |                      |  | ещё 40 семейств | ещё 40 семейств |                       |  |  |  | еще 70 подтвержденных видов и 7 видов, ожидающих подтверждения |
|  |                                      |  |                                   | порядок Гвоздичноцветные          |                      |  |                 |                 | род Пустынница        |  |  |  |                                                                |
|  |                                      |  |                                   | порядок Гвоздичноцветные          |                      |  |                 |                 | род Пустынница        |  |  |  |                                                                |
|  | отдел Цветковые, или Покрытосеменные |  |                                   |                                   | семейство Гвоздичные |  |                 |                 | Пустынница головчатая |  |  |  |                                                                |
|  | отдел Цветковые, или Покрытосеменные |  |                                   |                                   | семейство Гвоздичные |  |                 |                 |                       |  |  |  |                                                                |
|  |                                      |  | ещё 63 порядка цветковых растений | ещё 63 порядка цветковых растений |                      |  |                 | еще 97 родов    | еще 97 родов          |  |  |  |                                                                |
|  |                                      |  |                                   | ещё 63 порядка цветковых растений |                      |  |                 |                 | еще 97 родов          |  |  |  |                                                                |